# Sportsklubben Brann 2012
Questa voce raccoglie le informazioni riguardanti lo Sportsklubben Brann nelle competizioni ufficiali della stagione 2012.

## Stagione
Il Brann chiuse il campionato al 6º posto in classifica. Arrivò fino alla semifinale della Coppa di Norvegia 2012, per poi essere eliminato dallo Hødd. Il calciatore più utilizzato in stagione fu Birkir Sævarsson, con 35 presenze (di cui 30 in campionato). Il miglior marcatore fu Kim Ojo, che realizzò 15 reti (di cui 11 in campionato).

## Maglie e sponsor
Lo sponsor tecnico per la stagione 2012 fu Hummel, mentre lo sponsor ufficiale fu Sparebanken Vest. La divisa casalinga fu completamente rossa, con inserti bianchi. Quella da trasferta era invece totalmente nera, con inserti rossi.
| Casa | Trasferta |

## Rosa
| N. |                     | Ruolo | Calciatore         |
| -- | ------------------- | ----- | ------------------ |
| 1  | Norvegia (bandiera) | P     | Jørgen Mohus       |
| 2  | Islanda (bandiera)  | D     | Birkir Sævarsson   |
| 3  | Norvegia (bandiera) | D     | Christian Kalvenes |
| 4  | Norvegia (bandiera) | D     | Simen Wangberg     |
| 4  | Norvegia (bandiera) | D     | Lars Grorud        |
| 5  | Giamaica (bandiera) | C     | Rodolph Austin     |
| 7  | Norvegia (bandiera) | C     | Hassan El Fakiri   |
| 8  | Norvegia (bandiera) | C     | Fredrik Haugen     |
| 9  | Nigeria (bandiera)  | A     | Kim Ojo            |
| 10 | Norvegia (bandiera) | C     | Erik Mjelde        |
| 11 | Nigeria (bandiera)  | A     | Bentley            |
| 12 | Norvegia (bandiera) | P     | Øystein Øvretveit  |
| 13 | Norvegia (bandiera) | A     | Erik Huseklepp     |
| 14 | Norvegia (bandiera) | C     | Fredrik Nordkvelle |
| 15 | Norvegia (bandiera) | C     | Eirik Birkelund    |

| N. |                     | Ruolo | Calciatore             |
| -- | ------------------- | ----- | ---------------------- |
| 15 | Senegal (bandiera)  | A     | Baye Oumar Niasse      |
| 18 | Svezia (bandiera)   | D     | Markus Jonsson         |
| 19 | Norvegia (bandiera) | A     | Kristoffer Larsen      |
| 20 | Norvegia (bandiera) | C     | Kjetil Kalve           |
| 21 | Ungheria (bandiera) | D     | Zsolt Korcsmár         |
| 22 | Norvegia (bandiera) | C     | Amin Askar             |
| 23 | Norvegia (bandiera) | C     | Tomasz Sokolowski      |
| 24 | Polonia (bandiera)  | P     | Piotr Leciejewski      |
| 26 | Norvegia (bandiera) | C     | Kasper Skaanes         |
| 27 | Svezia (bandiera)   | D     | Erdin Demir            |
| 28 | Norvegia (bandiera) | A     | Bård Finne             |
| 29 | Norvegia (bandiera) | A     | Kristoffer Barmen      |
| 30 | Norvegia (bandiera) | D     | Jonas Grønner          |
| 33 | Islanda (bandiera)  | P     | Hannes Þór Halldórsson |
| 36 | Norvegia (bandiera) | P     | Ådne Nissestad         |

## Calciomercato

### Sessione invernale(dal 01/01 al 31/03)
| Acquisti | Acquisti               | Acquisti     | Acquisti      |
| R.       | Nome                   | da           | Modalità      |
| -------- | ---------------------- | ------------ | ------------- |
| P        | Hannes Þór Halldórsson | KR Reykjavík | prestito      |
| D        | Erdin Demir            | Trelleborg   | definitivo    |
| D        | Markus Jonsson         | Paniōnios    | definitivo    |
| C        | Amin Askar             | Fredrikstad  | definitivo    |
| C        | Tijan Jaiteh           | Randers      | fine prestito |
| C        | Fredrik Nordkvelle     | svincolato   |               |
| C        | Tomasz Sokolowski      | svincolato   |               |
| A        | Baye Oumar Niasse      | Ouakam       | prestito      |

| Cessioni | Cessioni               | Cessioni     | Cessioni      |
| R.       | Nome                   | a            | Modalità      |
| -------- | ---------------------- | ------------ | ------------- |
| P        | Hannes Þór Halldórsson | KR Reykjavík | fine prestito |
| D        | Yaw Amankwah           | Sandefjord   | definitivo    |
| D        | Bjørnar Holmvik        | Sandnes Ulf  | definitivo    |
| C        | Bjarte Haugsdal        | Stabæk       | definitivo    |
| C        | Tijan Jaiteh           | Sandefjord   | definitivo    |

### Sessione estiva(dal 01/08 al 31/08)
| Acquisti | Acquisti       | Acquisti   | Acquisti   |
| R.       | Nome           | da         | Modalità   |
| -------- | -------------- | ---------- | ---------- |
| D        | Simen Wangberg | Rosenborg  | definitivo |
| A        | Erik Huseklepp | Portsmouth | definitivo |

| Cessioni | Cessioni          | Cessioni    | Cessioni      |
| R.       | Nome              | a           | Modalità      |
| -------- | ----------------- | ----------- | ------------- |
| D        | Lars Grorud       | Fredrikstad | definitivo    |
| C        | Rodolph Austin    | Leeds Utd   | definitivo    |
| A        | Baye Oumar Niasse | Ouakam      | fine prestito |

## Risultati

### Eliteserien

#### Girone di andata
| Arbitro: | Hagen (Grue) |

|                                 |           |           |
| Iversen 9’ Larsen 54’ Prica 81’ | Marcatori | 60’ Askar |

| Arbitro: | Helgerud (Lier) |

|                                     |           |             |
| Austin 12’ (rig.) Askar 60’ Ojo 62’ | Marcatori | 20’ Saaliti |

| Arbitro: | Edvartsen (Hamar) |

|                     |           |           |
| Berget 9’ Angan 52’ | Marcatori | 90’ Askar |

| Arbitro: | Staberg (Harstad) |

|            |           |                    |
| Barmen 90’ | Marcatori | 41’ Aas 58’ Kovács |

| Arbitro: | Johnsen (Tønsberg) |

|                          |           |         |
| Søderlund 24’ Đurđić 83’ | Marcatori | 41’ Ojo |

| Arbitro: | Helgerud (Lier) |

|         |           |                               |
| Ojo 22’ | Marcatori | 41’ Pedersen 45’ (rig.) Zajić |

| Bergen 7 maggio 2012, ore 19:00 7ª giornata | Brann                | 0 – 0 referto | Viking | Brann Stadion (10.418 spett.)\| Arbitro: \| Skjerven (Kaupanger) \| |
| Arbitro:                                    | Skjerven (Kaupanger) |               |        |                                                                     |

| Arbitro: | Sandmoen (Kjelsås) |

|                                  |           |                                 |
| Sigurðarson 41’, 43’ (rig.), 51’ | Marcatori | 9’, 32’, 44’ Bentley 49’ Mjelde |

| Arbitro: | Moen (Haugesund) |

|                                                     |           |  |
| Bentley 52’ Mjelde 57’ Ojo 60’ Barmen 63’ Askar 90’ | Marcatori |  |

| Arbitro: | Hagen (Grue) |

|                        |           |  |
| Barrantes 17’ Post 46’ | Marcatori |  |

| Arbitro: | Edvartsen (Hamar) |

|                           |           |  |
| Bentley 74’ Sævarsson 82’ | Marcatori |  |

| Arbitro: | Hafsås (Trondheim) |

|                   |           |  |
| Ondrášek 13’, 65’ | Marcatori |  |

| Arbitro: | Staberg (Harstad) |

|                          |           |             |
| Austin 4’ (rig.) Ojo 18’ | Marcatori | 60’ Kleiven |

| Arbitro: | Johansen (Brevik) |

|                         |           |                |
| Mendy 55’ Ri. Riski 58’ | Marcatori | 19’ Sokolowski |

| Arbitro: | Moen (Haugesund) |

|                                                                 |           |                         |
| Jonsson 28’ Korcsmár 50’, 67’ Sokolowski 64’ Austin 83’ Ojo 90’ | Marcatori | 41’ Berge 62’ Andersson |

#### Girone di ritorno
| Arbitro: | Sandmoen (Kjelsås) |

|                        |           |           |
| Austin 35’ Bentley 88’ | Marcatori | 84’ Fuhre |

| Arbitro: | Edvartsen (Hamar) |

|              |           |           |
| Pedersen 62’ | Marcatori | 33’ Askar |

| Arbitro: | Berntsen (Vang) |

|  |           |                                              |
|  | Marcatori | 37’, 51’ Bentley 46’ Sævarsson 81’ Huseklepp |

| Arbitro: | Staberg (Harstad) |

|                               |           |                 |
| Askar 38’, 61’ Nordkvelle 59’ | Marcatori | 67’, 77’ Đurđić |

| Arbitro: | Døvle (Larvik) |

|           |           |  |
| Shala 65’ | Marcatori |  |

| Arbitro: | Hafsås (Trondheim) |

|                                     |           |           |
| Askar 47’ Wangberg 67’ Ojo 89’, 90’ | Marcatori | 27’ Angan |

| Arbitro: | Johansen (Brevik) |

|                                 |           |                         |
| Gytkjær 37’, 56’ Torsteinbø 65’ | Marcatori | 5’ Bentley 63’, 82’ Ojo |

| Arbitro: | Berntsen (Vang) |

|                |           |              |
| Finne 86’, 89’ | Marcatori | 55’ Chibuike |

| Arbitro: | Moen (Haugesund) |

|                               |           |  |
| Vilsvik 54’ (rig.) Kamara 73’ | Marcatori |  |

| Arbitro: | Kjensli (Oslo) |

|                                     |           |                         |
| Nordkvelle 42’ Finne 87’ Larsen 90’ | Marcatori | 60’ Vendelbo 74’ Beugre |

| Arbitro: | Hagen (Grue) |

|                                  |           |                                                             |
| Stene 3’ Pusic 27’ Halvorsen 47’ | Marcatori | 24’ Ojo 39’ (rig.) Huseklepp 44’ Larsen 90’ (aut.) Landgren |

| Arbitro: | Helgerud (Lier) |

|                           |           |                         |
| Huseklepp 12’, 45’ (rig.) | Marcatori | 7’, 66’ Bolly 83’ Østli |

| Arbitro: | Hafsås (Trondheim) |

|                      |           |                    |
| Nisja 2’ Ørnskov 61’ | Marcatori | 56’ (aut.) Bjørdal |

| Arbitro: | Moen (Haugesund) |

|  |           |                          |
|  | Marcatori | 21’, 78’ (rig.) Ondrášek |

| Arbitro: | Berntsen (Vang) |

|                      |           |  |
| U. Flo 42’ Hopen 83’ | Marcatori |  |

### Coppa di Norvegia
| Fana 1º maggio 2012, ore 18:00 Primo turno                   | Bjarg     | 1 – 2 referto   | Brann | Stavollen Kunstgress |
| \| \| \| \| \| Skåtun 30’ \| Marcatori \| 44’, 62’ Mjelde \| |           |                 |       |                      |
|                                                              |           |                 |       |                      |
| Skåtun 30’                                                   | Marcatori | 44’, 62’ Mjelde |       |                      |

| Arbitro: | Hauge |

|                 |           |                                                     |
| Aase 77’ (rig.) | Marcatori | 8’ Barmen 28’, 45’ Ojo 44’, 90’ Sævarsson 72’ Finne |

| Arbitro: | Sælen (Bergen) |

|  |           |                                     |
|  | Marcatori | 15’ Sokolowski 20’ Ojo 89’ Korcsmár |

| Arbitro: | Edvartsen (Hamar) |

|                                |           |                                  |
| Vet. Berisha 60’ de Lanlay 68’ | Marcatori | 55’ Mjelde 90’ Korcsmár 113’ Ojo |

| Arbitro: | Moen (Haugesund) |

|                                                             |           |                                      |
| Jonsson 44’ Nordkvelle 68’ Bentley 71’ Huseklepp 86’ (rig.) | Marcatori | 22’ Kovács 58’ Storflor 90’ Diomande |

| Arbitro: | Edvartsen (Hamar) |

|                                    |           |              |
| Aursnes 40’ Helland 66’ Sellin 81’ | Marcatori | 17’ Korcsmár |

## Statistiche

### Statistiche di squadra
| Competizione      | Punti | In casa | In casa | In casa | In casa | In casa | In casa | In trasferta | In trasferta | In trasferta | In trasferta | In trasferta | In trasferta | Totale | Totale | Totale | Totale | Totale | Totale | DR  |
| Competizione      | Punti | G       | V       | N       | P       | Gf      | Gs      | G            | V            | N            | P            | Gf           | Gs           | G      | V      | N      | P      | Gf     | Gs     | DR  |
| ----------------- | ----- | ------- | ------- | ------- | ------- | ------- | ------- | ------------ | ------------ | ------------ | ------------ | ------------ | ------------ | ------ | ------ | ------ | ------ | ------ | ------ | --- |
| Eliteserien       | 42    | 15      | 10      | 1       | 4       | 36      | 20      | 15           | 3            | 2            | 10           | 21           | 30           | 30     | 13     | 3      | 14     | 57     | 50     | +7  |
| Coppa di Norvegia | -     | 1       | 1       | 0       | 0       | 4       | 3       | 5            | 4            | 0            | 1            | 15           | 7            | 6      | 5      | 0      | 1      | 19     | 10     | +9  |
| Totale            | -     | 16      | 11      | 1       | 4       | 40      | 23      | 20           | 7            | 2            | 11           | 36           | 37           | 36     | 18     | 3      | 15     | 70     | 57     | +13 |

### Statistiche dei giocatori
| Giocatore      | Eliteserien | Eliteserien | Eliteserien | Eliteserien | Coppa di Norvegia | Coppa di Norvegia | Coppa di Norvegia | Coppa di Norvegia | Totale   | Totale | Totale      | Totale     |
| Giocatore      | Presenze    | Reti        | Ammonizioni | Espulsioni  | Presenze          | Reti              | Ammonizioni       | Espulsioni        | Presenze | Reti   | Ammonizioni | Espulsioni |
| -------------- | ----------- | ----------- | ----------- | ----------- | ----------------- | ----------------- | ----------------- | ----------------- | -------- | ------ | ----------- | ---------- |
| A. Askar       | 23          | 8           | 2           | 0           | 4                 | 0                 | 0                 | 0                 | 27       | 8      | 2           | 0          |
| R. Austin      | 12          | 4           | 5           | 1           | 4                 | 0                 | 0                 | 0                 | 16       | 4      | 5           | 1          |
| K. Barmen      | 18          | 2           | 0           | 0           | 2                 | 1                 | 0                 | 0                 | 20       | 3      | 0           | 0          |
| Bentley        | 28          | 9           | 1           | 0           | 5                 | 1                 | 0                 | 0                 | 33       | 10     | 1           | 0          |
| E. Birkelund   | 3           | 0           | 0           | 0           | 1                 | 0                 | 1                 | 0                 | 4        | 0      | 1           | 0          |
| E. Demir       | 22          | 0           | 4           | 0           | 5                 | 0                 | 1                 | 0                 | 27       | 0      | 5           | 0          |
| H. El Fakiri   | 11          | 0           | 3           | 0           | 4                 | 0                 | 0                 | 0                 | 15       | 0      | 3           | 0          |
| B. Finne       | 7           | 3           | 0           | 0           | 2                 | 1                 | 0                 | 0                 | 9        | 4      | 0           | 0          |
| J. Grønner     | 5           | 0           | 1           | 0           | 2                 | 0                 | 0                 | 0                 | 7        | 0      | 1           | 0          |
| L. Grorud      | 7           | 0           | 2           | 1           | 1                 | 0                 | 0                 | 0                 | 8        | 0      | 2           | 1          |
| H. Halldórsson | 1           | 0           | 0           | 0           | 1                 | 0                 | 0                 | 0                 | 2        | 0      | 0           | 0          |
| F. Haugen      | 25          | 0           | 4           | 0           | 3                 | 0                 | 0                 | 0                 | 28       | 0      | 4           | 0          |
| E. Huseklepp   | 12          | 4           | 0           | 0           | 2                 | 1                 | 0                 | 0                 | 14       | 5      | 0           | 0          |
| M. Jonsson     | 17          | 1           | 0           | 0           | 4                 | 1                 | 1                 | 0                 | 21       | 2      | 1           | 0          |
| K. Kalve       | 1           | 0           | 0           | 0           | 0                 | 0                 | 0                 | 0                 | 1        | 0      | 0           | 0          |
| C. Kalvenes    | 7           | 0           | 2           | 0           | 2                 | 0                 | 0                 | 0                 | 9        | 0      | 2           | 0          |
| Z. Korcsmár    | 26          | 2           | 5           | 0           | 5                 | 3                 | 0                 | 0                 | 31       | 5      | 5           | 0          |
| K. Larsen      | 21          | 2           | 0           | 0           | 5                 | 0                 | 1                 | 0                 | 26       | 2      | 1           | 0          |
| P. Leciejewski | 23          | 0           | 0           | 0           | 5                 | 0                 | 1                 | 0                 | 28       | 0      | 1           | 0          |
| E. Mjelde      | 25          | 2           | 5           | 0           | 5                 | 3                 | 1                 | 0                 | 30       | 5      | 6           | 0          |
| J. Mohus       | 3           | 0           | 0           | 0           | 1                 | 0                 | 0                 | 0                 | 4        | 0      | 0           | 0          |
| B. Niasse      | 3           | 0           | 0           | 0           | 1                 | 0                 | 0                 | 0                 | 4        | 0      | 0           | 0          |
| A. Nissestad   | 0           | 0           | 0           | 0           | 0                 | 0                 | 0                 | 0                 | 0        | 0      | 0           | 0          |
| F. Nordkvelle  | 24          | 2           | 2           | 0           | 4                 | 1                 | 0                 | 0                 | 28       | 3      | 2           | 0          |
| K. Ojo         | 29          | 11          | 3           | 0           | 5                 | 4                 | 0                 | 0                 | 34       | 15     | 3           | 0          |
| Ø. Øvretveit   | 5           | 0           | 0           | 0           | 0                 | 0                 | 0                 | 0                 | 5        | 0      | 0           | 0          |
| B. Sævarsson   | 30          | 2           | 3           | 0           | 5                 | 2                 | 0                 | 0                 | 35       | 4      | 3           | 0          |
| K. Skaanes     | 1           | 0           | 0           | 0           | 1                 | 0                 | 0                 | 0                 | 2        | 0      | 0           | 0          |
| T. Sokolowski  | 13          | 2           | 0           | 0           | 3                 | 1                 | 0                 | 0                 | 16       | 3      | 0           | 0          |
| S. Wangberg    | 10          | 1           | 1           | 0           | 1                 | 0                 | 0                 | 0                 | 11       | 1      | 1           | 0          |